# Shemiran
Shemiran (algumas vezes Shemiranat, em persa: شمیران) é  é o bairro mais setentrional da cidade de Teerã/Teerão, capital do Irã/Irão.
Shemiran possui parques bem guardados e é onde vive a população mais abastada de Teerão. Nele se encontra a  maioria das embaixadas estrangeiras, bem como as escolas internacionais. 
Shemiran era usada como residência de férias de verão durante a dinastia Pahlevi, como por exemplo Mohammad Reza Pahlevi que construiu vários palácios e vilas nesta zona. Alguns exemplos são o Palácio Sa'dābād e o Complexo Palaciano de Niavaran. Neste bairro ficava a residência de Khomeini.

## Nome
A palavra "shemiran ou shemran" é a forma arabizada da palavra  "chamran" que é formada por duas partes: : "cham" (significa  "frio" em avéstico "zama" ou "zem") + "ran" (significa "encosta") com efeito  "shemran" significa "o lugar frio" ou  "a encosta fria".
É comum nas linguas irânicas que a letra z  ( "ز" em persa) muda para a  letra to letter "ch" ( "چ" em persa ) por exemplo em persa  a palavra "ruz" (dia), do persa médio  "roch", é ainda "roch" em  balochie "roj" em curdo.
Também a palavra "zemestan" (inverno) é formada por duas partes: "zem" (frio + estan or istan (ser, ou existência), por vezes pode ser vista na literatura persa e uso comum como  "chamestan" or "chemestan".  

## Suvdivisão administrativa
Os bairros de Shemiran são: Darakeh, Darband, Darrous, Gholhak, Niavaran, Elahiyeh, Farmanieh, Zafaraniyeh, Manzarieh, Gheytarieh e Jamaran.